# 최선자
최선자(崔仙子, 1941년 11월 3일~)는 대한민국의 배우이다. 1961년에 MBC 라디오 1기 성우로 방송계에 입문하게 되었고 같은 해에 연극 <청포도 극회>로 연극 배우로 데뷔하였다. 이후 텔레비전 드라마, 영화 등으로 활동 영역을 넓여 나가면서 배우로 활동하였다.

## 학력
- 전주기전여자고등학교(졸업)
- 전북대학교 영어영문학과(졸업)

## 연기 활동 작품

### 연극
- 1961년 <청포도 극회>
- 1965년 <안도라>[3]
- 1976년 <살로메>[4]
- 1978년 <목소리>[3]

### 뮤지컬
- 2008년 <지저스지저스>[5]

### TV 드라마
- 1979년 《하얀 민들레》
- 1980년 《소망》
- 1982년 《약속의 땅》
- 1984년 《비객》
- 1984년 《봉선화》
- 1986년 《이별 그리고 사랑》
- 1989년 《왕룽일가》
- 1991년 《야망의 세월》
- 1991년 《도둑의 아내》
- 1993년 《봉이전》
- 1996년 《전설의 고향-호녀》
- 2000년 《덕이》 - 최 노파 역(귀덕이가 사는 마을의 큰 어른이자 심마니 할머니)
- 2000년 《송화》
- 2002년~2003년 《인어아가씨》
- 2002년 《우렁각시》
- 2007년~2008년 《아현동 마님》
- 2009년 《스타일》
- 2011년 《신기생뎐》 - 오화란의 어머니 역
- 2013년 《투윅스》 - 마을 주민 역 (특별출연)
- 2015년 《내마음 반짝반짝》
- 2015년 《너를 사랑한 시간》 - 족발회사 회장 역
- 2016년 《퍼펙트 센스》
- 2017년 《아버님 제가 모실게요》

### 영화
- 1989년 《서울 무지개》
- 2006년 《호로비츠를 위하여》
- 2014년 《신이 보낸 사람》
- 2018년 《비밥바룰라》 - 미선 역
- 2018년 《완벽한 타인》 - 태수 어머니 역
- 2022년 《룸 쉐어링》 - 점례 역
- 2022년 《니 부모 얼굴이 보고 싶다》 - 낚시방 슈퍼 할머니 역
- 2024년 《소풍》 - 서청자 역

## 상훈
- 문화부장관 ‘신인예술상’
- 1966년 동아연극상[3]
- 1978년 한국연극영화상
- 1979년 동아연극상[3]